# Szymon Pośnik
Szymon Pośnik (ur. 15 czerwca 1993 w Warszawie) – polski wioślarz, wicemistrz świata (2019), brązowy medalista mistrzostw Europy.

## Kariera sportowa
Wioślarstwo uprawia od 2008 roku. Absolwent Wydziału Mechatroniki Politechniki Warszawskiej.
W 2018 roku wywalczył brązowy medal na mistrzostwach Europy w Glasgow w czwórce podwójnej z Maciejem Zawojskim, Dominikiem Czają i Wiktorem Chabelem, zaś podczas mistrzostw świata w Płowdiwie zajął w tej samej konkurencji 6. miejsce.
Na mistrzostwach Europy w Lucernie następnego roku zajął 7. miejsce w czwórce podwójnej. W tym samym roku został wicemistrzem świata seniorów w Ottensheim w czwórce podwójnej (z Dominikiem Czają, Fabianem Barańskim i Wiktorem Chabelem).
W 2020 roku wystąpił na mistrzostwach Europy w Poznaniu. W konkurencji czwórek podwójnym w osadzie z Dominikiem Czają, Wiktorem Chabelem i Adamem Wicenciakiem zajął piąte miejsce w finale A.

### Wyniki
| Rok  | Zawody                      | Miejsce    | Konkurencja      | Czas             | Pozycja     |
| ---- | --------------------------- | ---------- | ---------------- | ---------------- | ----------- |
| 2011 | Mistrzostwa świata juniorów | Eton       | Czwórka podwójna | Finał D: 6:18,94 | 20. miejsce |
| 2014 | Mistrzostwa świata U23      | Varese     | Czwórka podwójna | Finał B: 5:53,96 | 7. miejsce  |
| 2015 | Mistrzostwa świata U23      | Płowdiw    | Czwórka podwójna | Finał A: 5:52,16 | 4. miejsce  |
| 2018 | Mistrzostwa Europy          | Glasgow    | Czwórka podwójna | Finał A: 5:43,88 | 3. miejsce  |
| 2018 | Mistrzostwa świata          | Płowdiw    | Czwórka podwójna | Finał A: 5:39,43 | 6. miejsce  |
| 2019 | Mistrzostwa Europy          | Lucerna    | Czwórka podwójna | Finał B: 5:52,09 | 7. miejsce  |
| 2019 | Mistrzostwa świata          | Ottensheim | Czwórka podwójna | Finał A: 5:55,59 | 2. miejsce  |
| 2020 | Mistrzostwa Europy          | Poznań     | Czwórka podwójna | Finał A: 5:52,61 | 5. miejsce  |